# Córka Mikołaja
Córka Mikołaja (ang. Santa Baby, 2006) – amerykański film familijny wyprodukowany przez ABC Family Original Movie. Film doczekał się kontynuacji filmu Córka Mikołaja 2.

## Opis fabuły
Mary Claus (Jenny McCarthy) nawet w okresie przedświątecznym zajmuje się wyłącznie pracą. Nie zgadza się nawet na wyjazd do rodziny swojego narzeczonego, Granta (Tobias Mehler). Pewnego dnia matka zawiadamia ją, że ojciec miał zawał. Mary udaje się do rodziców. Jej rodzinny dom znajduje się na biegunie północnym, a jej ojciec to święty Mikołaj. Okazuje się, że nie będzie mógł roznieść prezentów gwiazdkowych. Mary postanawia go zastąpić.

## Obsada
- Jenny McCarthy – Mary Claus
- Ivan Sergei – Luke Jessup
- Kandyse McClure – Donna Campbell
- George Wendt – Święty Mikołaj
- Michael Moriarty – T.J. Hamilton
- Tobias Mehler – Grant Foley
- Lynne Griffin – Pani Claus
- Sykes Powderface – Sven
- Richard Side – Elf Gary
- James Higuchi – Elf Dave
- Gabe Khouth – Elf Skip
- Jessica Parker Kennedy – Elf Lucy
- Tom Carey (aktor) – Bob
- Shannon Tuer – Recepcjonista